# Jean Tardieu

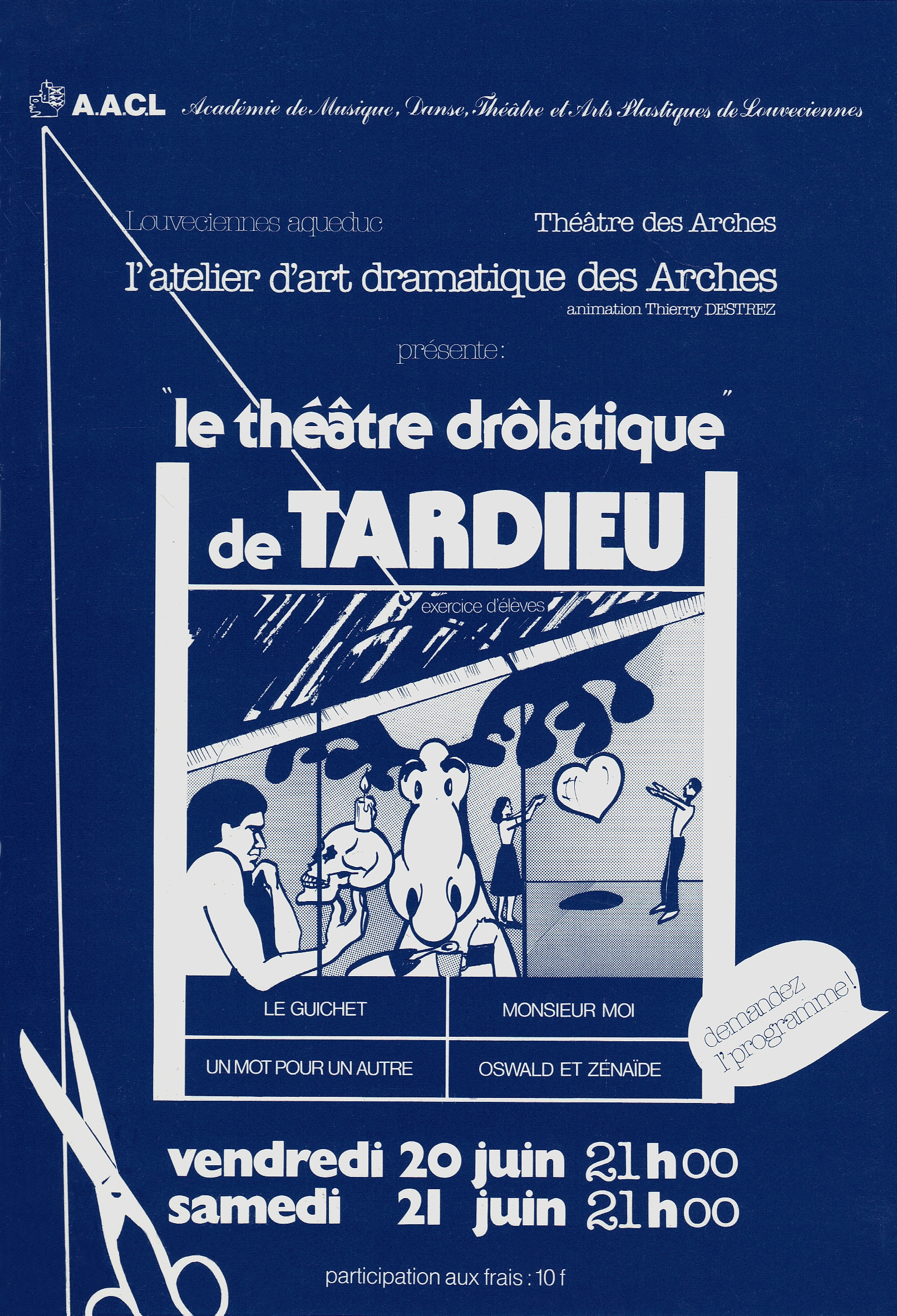
Cartell per al Théâtre Drôlatique de Jean Tardieu, muntat al Théâtre des Arches per Thierry Destrez

Jean Tardieu (Saint-Germain-de-Joux, Ain, 1 de novembre de 1903 - Créteil, 27 de gener de 1995) va ser un poeta i dramaturg francès.

## Biografia
Nascut al si d'una família d'artistes, la seva joventut transcorregué entre música i pintura. El seu pare, Victor Tardieu, fou un pintor de talent, fundador de l'Escola de Belles Arts de Tonquín, al Vietnam; la seva mare, Caroline Luigini, era professora d'arpa. La influència de la música seria determinant en la seva obra, i d'altra banda, diversos poemes seus foren musicats per grans compositors: Henri Cliquet-Pleyel, Marius Constant, Henri Sauguet i Pierre-Max Dubois, entre altres).
Va fer els estudis secundaris al Liceu Condorcet, on va coincidir amb Lanza del Vasto i amb Albert-Marie Schmidt, un dels fundadors d'Oulipo. Amb diversos membres d'aquest grup mantindria després una estreta relació d'amistat, especialment amb Raymond Queneau. El 1923, quan era estudiant de Dret, participà en els col·loquis d'estiu que convocava cada any Paul Desjardins a l'abadia de Pontigny, on va conèixer Paul Valéry, que valorà de seguida els seus primers poemes i n'afavorí la publicació, el 1927, a La Nouvelle Revue Française. Allí mateix va descobrir la poesia de Hölderlin, de qui va traduir L'Arxipèlag el 1931. Va ser també traductor de Goethe.
Va treballar a l'editorial Hachette, i després de la guerra a la Radiodifusió Francesa durant una vintena d'anys. Entre el 1941 i el 1944 va col·laborar en l'etapa clandestina de la revista Les Lettres Françaises, i el 1946 reuní els poemes del temps de la Resistència en Les dieux etouffés.
En les seves obres posa en qüestió les convencions dels gèneres i experimenta sobre el llenguatge poètic i la seva relació amb el llenguatge quotidià, de vegades com un joc absurd i en un estil humorístic, però sempre obsedit per la idea del buit i del no-res com a components fonamentals del món i pel sentit o la manca de sentit del discurs i, en definitiva, de la vida humana.

## Obres

### Poesia
- Accents, 1939
- Le Témoin invisible, 1943
- Jours pétrifiés, 1947
- Monsieur Monsieur, 1951
- Une voix sans personne, 1954
- Histoires obscures, 1961
- Le Fleuve caché. Poésies 1938-1961, 1968
- Formeries, 1976
- Comme ceci, comme cela, 1979
- L'accent grave et l'accent aigu. Poèmes 1976-1983, 1986
- Margeries. Poèmes inédits 1910-1985, 1986
- Poèmes à voir, 1986

### Teatre
- Un mot pour un autre, 1950
- Théâtre de chambre, 1955
- Poèmes à jouer, 1960
- Une soirée en Provence ou Le Mot et le cri
- La Cité sans sommeil
- La Comédie du langage, 1987
- La Triple Mort du client, 1987

### Prosa
- La part de l'ombre (proses 1937-1967), 1972
- Le Professeur Froeppel, 1978
- Les Tours de Trébizonde, 1986
- On vient chercher Monsieur Jean (memòries), 1990

## Obres traduïdes al català
- Una veu sense ningú (trad. Eduard J. Verger), Bromera, Alzira, 1989.
- Vénen a buscar el senyor Jean (trad. Eduard J. Verger), Tres i Quatre, València, 1991.

## Premis i distincions
- Grand Prix de Littérature de la Société des Gens de Lettres, 1986.
- Grand Prix de Poésie de l'Académie Française, 1972.